# ماتيو بيكاردو
ماتيو بيكاردو (بالإيطالية: Matteo Piccardo)‏ هو لاعب كرة قدم إيطالي في مركز الدفاع، ولد في 28 فبراير 2000 في جنوة في إيطاليا.

## وصلات خارجية
- ماتيو بيكاردو على موقع قاعدة بيانات كرة القدم.إي يو (الإنجليزية)
- ماتيو بيكاردو على موقع Soccerway.com (الإنجليزية)
- ماتيو بيكاردو على موقع عالم كرة القدم.نت (الإنجليزية)